# Episodi di Letter to Loretta (seconda stagione)
La seconda stagione della serie televisiva Letter to Loretta (poi The Loretta Young Show) è andata in onda negli Stati Uniti dal 29 agosto 1954 al 1º maggio 1955 sulla NBC.
| nº | Titolo originale           | Prima TV USA      |
| -- | -------------------------- | ----------------- |
| 1  | Guest in the Night         | 29 agosto 1954    |
| 2  | Dr. Juliet                 | 5 settembre 1954  |
| 3  | Double Trouble             | 12 settembre 1954 |
| 4  | The Lamp                   | 19 settembre 1954 |
| 5  | You're Driving Me Crazy    | 26 settembre 1954 |
| 6  | Beyond a Reasonable Doubt  | 3 ottobre 1954    |
| 7  | For Father Darling         | 10 ottobre 1954   |
| 8  | On Your Honor, Your Honor  | 17 ottobre 1954   |
| 9  | The Girl Scout Story       | 31 ottobre 1954   |
| 10 | No Help Wanted             | 7 novembre 1954   |
| 11 | It's a Man's Game          | 14 novembre 1954  |
| 12 | Something About Love       | 21 novembre 1954  |
| 13 | Our Sacred Honor           | 28 novembre 1954  |
| 14 | Big Jim                    | 5 dicembre 1954   |
| 15 | Evil for Evil              | 12 dicembre 1954  |
| 16 | Time and Yuletide          | 19 dicembre 1954  |
| 17 | Three Minutes Too Late     | 26 dicembre 1954  |
| 18 | The Girl Who Knew          | 2 gennaio 1955    |
| 19 | The Flood                  | 9 gennaio 1955    |
| 20 | Decision                   | 16 gennaio 1955   |
| 21 | The Refinement of Ab       | 23 gennaio 1955   |
| 22 | 600 Seconds                | 30 gennaio 1955   |
| 23 | The Case of Mrs. Bannister | 6 febbraio 1955   |
| 24 | Dickie                     | 13 febbraio 1955  |
| 25 | Option on a Wife           | 20 febbraio 1955  |
| 26 | Tale of a Cayuse           | 27 febbraio 1955  |
| 27 | Case Book                  | 6 marzo 1955      |
| 28 | Dateline - Korea           | 13 marzo 1955     |
| 29 | Inga II                    | 20 marzo 1955     |
| 30 | Mink Coat                  | 27 marzo 1955     |
| 31 | Let Columbus Discover You  | 3 aprile 1955     |
| 32 | He Always Comes Home       | 10 aprile 1955    |
| 33 | Feeling No Pain            | 17 aprile 1955    |
| 34 | The Little Teacher         | 24 aprile 1955    |
| 35 | I Remember the Rani        | 1º maggio 1955    |

## Guest in the Night
- Prima televisiva: 29 agosto 1954

### Trama
- Guest star: Hugh O'Brian (Duke Cole), Loretta Young (Rita Cole), Lumsden Hare (dottor Wilson), Frank Kamagi (Thomas Nakamura), Earl Robie (Ted Mayhew), James Flavin (Deputy Mason), Phil Tead (dottor Engstrom)

## Dr. Juliet
- Prima televisiva: 5 settembre 1954

### Trama
- Guest star: Loretta Young (dottor Juliet), Barbara Ruick (Peggy Richards), Donald Murphy (Walter Hardy)

## Double Trouble
- Prima televisiva: 12 settembre 1954

### Trama
- Guest star: Hugh O'Brian (Walter Wallington), Loretta Young (Elizabeth Stacy), Mabel Albertson (Mrs. Wallington), George N. Neise, Forrest Lewis

## The Lamp
- Prima televisiva: 19 settembre 1954
- Diretto da: Harry Keller
- Scritto da: Edna Brophy

### Trama
- Guest star: Loretta Young (Kathy Ames), Paul Langton (Johnny Ames), Doris Singleton (Marge), Jerry Hausner (zio Amos), Howard Wendell (Morrison), Peter Hansen (Jim Roberts), John Bond (fattorino)

## You're Driving Me Crazy
- Prima televisiva: 26 settembre 1954

### Trama
- Guest star: Loretta Young (Mary Bertch), Charles Drake (Jeff Bertch), Peter Brocco (Steinhoff), Pat Coleman (ufficiale McCabe), Stuart Randall (sergente Sanders), Harry Bartell (Stranger), Bruce Cowling (poliziotto)

## Beyond a Reasonable Doubt
- Prima televisiva: 3 ottobre 1954
- Diretto da: Justus Addiss
- Scritto da: Marian Thompson

### Trama
- Guest star: Loretta Young (Allison Ives), Robert Middleton (Harry Tremaine), Abigail Kellogg (Jonathan Blake), Nana Bryant (Mrs. Wilcox), Joanne Davis (Peggy Hammer), Pitt Herbert (Fromer), Robert Campbell (Robert Washurn), Fred Rapport (Rapport), William Fawcett (Watchman)

## For Father Darling
- Prima televisiva: 10 ottobre 1954

### Trama
- Guest star: Loretta Young (Amanda Seaton), Willis Bouchey (padre Francis Darling), Raymond Greenleaf (Thomas Seaton), Peter Adams (fidanzato)

## On Your Honor, Your Honor
- Prima televisiva: 17 ottobre 1954

### Trama
- Guest star: Loretta Young (Penny Blodgett), John Archer (Perry Blodgett), Jim Morton (Archer Shannon), Paul Brinegar (Ivan Fenwick), Terry Kalman (Boy)

## The Girl Scout Story
- Prima televisiva: 31 ottobre 1954

### Trama
- Guest star: Loretta Young (infermiera), Christopher Dark (Convict), Beverly Washburn (Girl Scout)

## No Help Wanted
- Prima televisiva: 7 novembre 1954
- Diretto da: Justus Addiss
- Scritto da: William Bruckner
- Soggetto di: Norma Mansfield

### Trama
- Guest star: Loretta Young (Amy), Jock Mahoney (Ernie McNally), John Bryant (sergente Hummerstein), Robert Foulk (Hoby Vermeer), James Flavin (sergente Doofle), Harry Harvey (Gus Crain)

## It's a Man's Game
- Prima televisiva: 14 novembre 1954

### Trama
- Guest star: Loretta Young (Teacher), Bruce Cowling (Coach), Mabel Albertson, John Bryant

## Something About Love
- Prima televisiva: 21 novembre 1954
- Scritto da: Marian Thompson

### Trama
- Guest star: Loretta Young (Suzy James), Gene Barry (David Mason), Max Showalter (Rusty O'Neill), Margaret Field (Julia), Amanda Randolph (Lulu), Stuart Randall (dottor Ben Leonard)

## Our Sacred Honor
- Prima televisiva: 28 novembre 1954

### Trama
- Guest star: Loretta Young (Grace Hart), James Bell (John Hart), John Bryant (David Walton), Ray Gordon (prete), Helen Mayon (Nun)

## Big Jim
- Prima televisiva: 5 dicembre 1954
- Diretto da: Richard Morris
- Scritto da: Richard Morris

### Trama
- Guest star: Loretta Young (Cora Skinner), Bobby Driscoll (Jimmy Skinner), Mary Carroll (Bess Cochran), Chick Chandler (Jack Robbins), Eleanor Audley (Miss Bennett)

## Evil for Evil
- Prima televisiva: 12 dicembre 1954

### Trama
- Guest star: Loretta Young (Lynn Roth), Walter Reed (dottor Perry Roth), Malcolm Atterbury (Ed Humphrey), Griff Barnett (dottor Whitfield), Dabbs Greer (Dewey Mason), Eddy Waller (Joe Rogan), Jane Darwell (Irene), Walter Flannery (Bobby Roth)

## Time and Yuletide
- Prima televisiva: 19 dicembre 1954
- Diretto da: Harry Keller
- Scritto da: Lowell S. Hawley

### Trama
- Guest star: Loretta Young (Marcella Dawson), Forrest Lewis (Santa Claus), Mary Field (Helen), Mary Young (Sarah Wynn), Don Haggerty (Joe Wilson), Hallene Hill (Pearl), Isobel Randolph (Mrs. Vanderhorst), Cliff Arquette (Haggerty), Dayton Lummis (Commissioner Blackburn)

## Three Minutes Too Late
- Prima televisiva: 26 dicembre 1954
- Diretto da: Harry Keller
- Soggetto di: Ralph Mays

### Trama
- Guest star: Hugh O'Brian (Sam Hendricks), Loretta Young (Alice Hendricks), Robert Foulk (Tub Walker), Sally Blane (infermiera), Ann Doran (infermiera), Parley Baer (Banner), Jesslyn Fax (Mrs. Hulgard), Rayford Barnes (reporter)

## The Girl Who Knew
- Prima televisiva: 2 gennaio 1955
- Diretto da: Richard Morris
- Scritto da: Richard Morris

### Trama
- Guest star: Loretta Young (Janet Pressman), Chuck Connors (Jess Hayes), Jonathan Hole (Harris Davies), Roy Roberts (K. K. Longacre), Paul Smith (Max), Hugh Beaumont (editore), Johnny Grant (Chet Sparks), Pitt Herbert (Blevins), Lomax Study (Marshall)

## The Flood
- Prima televisiva: 9 gennaio 1955

### Trama
- Guest star: Loretta Young (Susan Franklin), William Campbell (Larry Campbell), Peggy Converse (Louella Ryan), Lewis Martin (dottor Redwick)

Directors: Harry Keller, John Meredyth Lucas
- Scritto da: Lowell S. Hawley

## Decision
- Prima televisiva: 16 gennaio 1955

### Trama
- Guest star: Loretta Young (Kathy Ryan), Jock Mahoney (Tim Ryan), Max Showalter (Neil)

## The Refinement of Ab
- Prima televisiva: 23 gennaio 1955

### Trama
- Guest star: Loretta Young (Edith Preston), Hugh Beaumont (Henry Preston), Lee Aaker (Jimmy Preston), Erin O'Brien (Mrs. Baker), Ray Galli (Gene)

## 600 Seconds
- Prima televisiva: 30 gennaio 1955
- Diretto da: Harry Keller
- Scritto da: Marian Thompson
- Soggetto di: Marian Thompson

### Trama
- Guest star: Loretta Young (Katherine Wells), Richard "Dick" Simmons (Greg Wells), Lois Collier (Gloria Joy), Paul Cavanagh (Owen Vail), Ann Lee (Carol Reeves), Jan Shepard (Betsy), John Bryant (Andy Delaney), Gay Gallagher (Janet Flynn)

## The Case of Mrs. Bannister
- Prima televisiva: 6 febbraio 1955
- Diretto da: Harry Keller

### Trama
- Guest star: Loretta Young (Ginny Vernon), John Archer (Gene Vernon), Cheryl Callaway (Pam Vernon), Larry J. Blake (Van), Raymond Bailey (Bannister)

## Dickie
- Prima televisiva: 13 febbraio 1955

### Trama
- Guest star: Loretta Young (Ethel Morris), Bruce Cowling (Walter Morris), Ann Doran (Felice Badt), Richard Eyer (Dickie Morris), Anthony Sydes (Junior Morris), Tina Thompson (Gracy), Martha Wentworth (First Lady), Almira Sessions (Second Lady)

## Option on a Wife
- Prima televisiva: 20 febbraio 1955
- Diretto da: Harry Keller
- Scritto da: Marian Thompson

### Trama
- Guest star: Loretta Young (Madeleine Elliott), Jock Mahoney (Mike Elliott), John Stephenson (Tommy), Nana Bryant (Polly Hammond), Charles Evans (Paul Hammond), Jimmy Hayes (Messenger Boy)

## Tale of a Cayuse
- Prima televisiva: 27 febbraio 1955
- Diretto da: Harry Keller
- Soggetto di: F. R. Weir

### Trama
- Guest star: Loretta Young (Natura), Jock Mahoney (Jim Vessey), Jeff Morrow (Lyon)

## Case Book
- Prima televisiva: 6 marzo 1955

### Trama
- Guest star: Loretta Young (Mary), Nadene Ashdown (Young Mary), Charles Drake (Tom), Nelson Leigh (dottor James), Stuart Randall (Daddy)

## Dateline - Korea
- Prima televisiva: 13 marzo 1955
- Diretto da: Harry Keller
- Scritto da: Lowell S. Hawley
- Soggetto di: Devery Freeman

### Trama
- Guest star: Loretta Young (Jacqueline McKeevey), Don Haggerty (Bud Martinson), Wally Cassell (tenente Rizzie), Hugh Beaumont (reverendo Bell), John Hubbard (maggiore Martin), Victor Lee (Ak Sun), Warren Lee (Kosan), Paula Hyum (sorella di Kosan), Christine Chano (sorella di Kosan), Jane Yama (Korean Woman), Dominic De Leon (impiegato dell'hotel), Marie Gorosin (sorella di Ak Sun)

## Inga II
- Prima televisiva: 20 marzo 1955
- Diretto da: Harry Keller
- Scritto da: William Bruckner
- Soggetto di: Devery Freeman

### Trama
- Guest star: Loretta Young (Inga Helborg), Dennis Hopper (Ross Morton), Donald Murphy (Ben Cabot), Paul Brinegar (Pete), Stanley Clements (Charlie), Robert Foulk (Hank), Kathleen Freeman (Jessie), Carleton Young (Morton), Syl Lamont (Convict), Bing Russell (Convict)

## Mink Coat
- Prima televisiva: 27 marzo 1955
- Diretto da: Harry Keller
- Scritto da: Marian Thompson

### Trama
- Guest star: Loretta Young (Peggy O'Hara), Jock Mahoney (Dan O'Hara), Ann Doran (Leona Garner), Max Showalter (Bill Garner), Jerilyn Flannery (Pat O'Hara), Kay Ellen (Saleswoman), Mary Emma Watson (Ellen)

## Let Columbus Discover You
- Prima televisiva: 3 aprile 1955

### Trama
- Guest star: Loretta Young (Liz Wadlington), Craig Stevens (Michael Donner), Fay Baker (Pat Wadlington)

## He Always Comes Home
- Prima televisiva: 10 aprile 1955

### Trama
- Guest star: Loretta Young (Linda Waring), Richard Arlen (Christopher Waring), Elinor Donahue (Debbie Waring)

## Feeling No Pain
- Prima televisiva: 17 aprile 1955
- Diretto da: Harry Keller
- Scritto da: William Bruckner

### Trama
- Guest star: Hazel Brooks (Anita Twombley), Hugh O'Brian (Larry Brown), Loretta Young (Judy Cavanaugh), George N. Neise (Albert Lauderdale), Dabbs Greer (Dentist), Karolee Kelly (infermiera), Carl Milletaire (Mario), Ottola Nesmith (Milliner), Dante DiPaolo (danzatrice)

## The Little Teacher
- Prima televisiva: 24 aprile 1955

### Trama
- Guest star: Loretta Young (Ellen Morgan), John Hudson (Dick Morgan), Mimi Gibson (Mindy Morgan), John Bryant, William Forrest, Brick Sullivan, Stuart Randall

## I Remember the Rani
- Prima televisiva: 1º maggio 1955
- Diretto da: Harry Keller
- Scritto da: Tom Lewis
- Soggetto di: Hobart Donovan

### Trama
- Guest star: Loretta Young (Ayesha), Edward Ashley (Alan Chandler), Mark Dana (Martin Randall), David Kasday (Young Devas), Robert Warwick (Pandit Rau), Aly Wassil (Devas), Noel de Souza (Tutor)